# コッツバラム
コッツバラム（cotzbalam）マヤ神話「ポポル・ヴフ 」に登場する神。
原初、神々は木で人形を造ったがそれらは魂や知恵を持たない失敗作だったので神々は木の人形を滅ぼすことにした。樹脂が天から降り注ぎ、大洪水が引き起こされた。そしてシェコトコヴァッチ、カマロッツ、コッツバラム、トゥクムバラムが現れた。コッツバラムは木の人形達の肉を貪り食らった。

## 引用・参考文献
- マヤ神話ポポル・ヴフ
- Ａ・シレーノス原訳 林屋永吉訳 中公文庫